# نور الإيضاح ونجاة الأرواح
نور الإيضاح ونجاة الأرواح هو كتاب من تأليف الإمام الشرنبلالي (ت. 1069 هـ) يعد من أشهر متون الفقه الحنفي وأهمها؛ لاشتماله على ملخص شامل ودقيق لأمور العبادات. ولقد شاع هذا المتن واشتهر منذ حياة مؤلفه، لذلك عاد المؤلف إليه مرة ثانية، فشرحه، ثم اختصر شرحه، وسماه: «مراقي الفلاح»، وعمل عليه أحد أهل العلم حاشية، عرفت بحاشية الطحطاوي. ولا تزال هذه الكتب الثلاثة: المتن والشرح والحاشية مقصد أهل العلم ومعتمدهم، ينتفعون بها وينفعون. ويبحث الكتاب المواضيع التالية: الطهارة، والصلاة، والصوم، والزكاة، والحج.

## نبذة عن المؤلف
هو: حسن بن عمار بن علي الشرنبلالي المصري: فقيه حنفي، مكثر من التصنيف. نسبته إلى شبرا بلولة «بالمنوفية»، ولد سنة «994 هـ»، وسافر به والده إلى القاهرة، وعمره ست سنوات. فنشأ بها ودرس في الأزهر، وأصبح المعول عليه في الفتوى. توفي في القاهرة سنة «1069 هـ».

## مخطوطات الكتاب
من المخطوطات المعتمدة في طبعة دار البشائر الإسلامية في بيروت مخطوطة كتبت سنة 1056 هـ وهي من محفوظات مكتبة عارف حكمت في المدينة المنورة.

## وصلات خارجية
- صفحة الكتاب على موقع جودريدز